# Нурлино
Нурлино (тат. Нөрле, баш. Нөрлө) — село в Уфимском районе Республики Башкортостан. Входит в состав Николаевского сельсовета. Согласно переписи 2020 года население составляло 1834 человека.

## Географическое положение
Расстояние до:
- районного центра (Уфа): 33 км,
- центра сельсовета (Николаевка): 8 км,
- ближайшей ж/д станции (Уфа): 33 км.

## История
Основано тептярями на вотчинных землях башкир Каршинской волости Казанской дороги по договору о припуске, известно с 1738. В 1865 в 138 дворах проживало 798 человек. 
В «Списке населенных мест по сведениям 1870 года», изданном в 1877 году, населённый пункт упомянут как деревня Нурлино 2-го стана Уфимского уезда Уфимской губернии. Располагалась при речке Замей, по левую сторону Сибирского почтового тракта из Уфы, в 30 верстах от уездного и губернского города Уфы и в 18 верстах от становой квартиры в деревне Воецкая (Акбашева). В деревне, в 138 дворах жили 798 человек (398 мужчин и 400 женщин, татары), были мечеть, училище.

## Население
| 2002 | 2009  | 2010  |
| ---- | ----- | ----- |
| 1622 | ↗1712 | ↗1892 |

Жители — преимущественно татары (80 %).

## Религия
В селе есть мечеть.

## Известные уроженцы
- Маухида Абдулкабирова (р. 1917) — учёный-геолог, доктор наук (1973), лауреат Государственной премии Казахстана (1990).
- Шамиль Кульборисов (1923—2004) — башкирский композитор и певец, Заслуженный деятель искусств БАССР (1968) и РСФСР (1990).